# Міколай Талвош
Міколай Станіславович Талвош, Тальво(а)ш гербу Лебідь (пом. 1598) — державний і військовий діяч, дипломат Великого князівства Литовського та Речі Посполитої, каштелян мінський (1566—1570) і жмудський (1570—1588), маршалок надвірний литовський (1588—1596), каштелян троцький (1596—1598); тивун бержанський (1577—1598), староста динабурзький і радунський.

## Життєпис
Народився Міколай, імовірно, у третій чверті XVI століття в сім'ї Станіслава Талвоша та Анни з Фальковичів.
З підліткового віку під час Лівонської та литовсько-московської війни 1558—1570 років воював під керівництвом таких визначних литовських полководців, як Роман Санґушко, Григорій Ходкевич і Міколай Радзивілл. Щонайменше від червня 1564 року по 1566 рік був старостою динабурзьким, наприкінці згадується в документах як Динабурзький намісник. 1565 року, будучи вже полковником, відзначився у битвах в Інфлянтах. Зокрема, він був відправлений Яном Ходкевичем на чолі частини війська проти шведських військ під проводом короля Еріка XIV. Переміг 6-тисячне військо шведів під Кірумпяя біля Ревеля, чотириста чоловік узяв в полон і захопив деякі хоругви.
23 березня 1566 року був номінований на новостворений уряд каштеляна мінського.
Брав участь у сеймах Речі Посполитої та Головних з'їздах і сеймиках Великого князівства Литовського 1569, 1577, 1582, 1592, 1593 років. 29 червня 1569 року входив до складу комісії польських і литовських депутатів, які остаточно погодили зміст акта Люблінської унії, пізніше став підписантом цього акта.
Міколай Талвош був видатним дипломатом. Зокрема, він разом із Яном Кротоським, Анджеєм Обринським-Харитоновичем і Рафалом Лещинським протягом листопада 1569 — лютого 1570 років перебували з посольством у Москві, за результатами якого 22 червня 1570 року було підписане трирічне перемир'я, що завершило Литовсько-московську війну 1561—1570 років. Посли також представили Івану IV на конфіденційній аудієнції проєкт обрання його королем Речі Посполитої на наступних виборах. Ймовірно, в якості нагороди за вдалу дипломатичну місію, Талвош 1570 року був призначений каштеляном жмудським.
Під час проведення литовськими магнатами та шляхтою з'їзду в Рудніках 24—27 вересня 1572 року Міколай Талвош долучився до нього. Під час з'їзду обговорювалися теми, пов'язані з функціонуванням і безпекою, розпорядженням королівськими землями й організацією зовнішньої політики Великого князівства Литовського.
1573 року підтвердив вибір Генріха III польським королем.
1577 року став бержанським тивуном. 1581 року згадується як староста радунський.
У березні — серпні 1582 року Міколай Талвош разом із Янушем Збаразьким і Михайлом Гарабурдою знову їздив з посольством до Москви, де в цілому відстояв інтереси Речі Посполитої щодо Інфлянтів. У листопаді цього ж року Талвош повторно отримав динабурзьке староство, яке тримав, щонайменше, до кінця зими 1583 року. 1585 року з фундації власника Рикантая Міколая Талвоша в цьому місті був збудований мурований Костел Пресвятої Трійці.
У січні 1588 року був призначений маршалком надвірним коронним.
12 лютого 1596 року отримав посаду каштеляна троцького. Був директором троцького депутатського сеймику 1598 року.
Помер наприкінці весни — на початку літа 1598 року.

## Сім'я
Міколай Талвош був одружений із Катериною з Кунцевичів. Подружжя мало сина Адама (пом. 1622) — каштеляна жмудського, старосту динабурзького, останнього представника роду по чоловічій лінії.